# Парадокс на Айнщайн – Подолски – Розен
Парадоксът на Айнщайн – Подолски – Розен е мисловен експеримент в квантовата механика, чиято първоначална цел е да покаже, че квантово-механичното описание на света е непълно и че след време квантовата механика би трябвало да отстъпи място на по-пълна (детерминистична) теория.
Този мисловен експеримент включва две частици A и B, чието квантово състояние по-късно учените ще нарекат сплетено. Ако разглеждаме цялата квантова система, състояща се от двете подсистеми А и В, то мисловният експеримент експериментът води до две взаимоизключващи се следствия:
- измерването на величини в подсистемата A има незабавно, отдалечено действие върху подсистемата B; или
- квантовата механика е непълна теория, в смисъл, че за да се опише резултатът от измерването в подсистема B след проведено измерване в подсистема A, е необходимо да се въведе скрита променлива.

Парадоксът на АПР е парадокс в смисъл, че приемането на някои на пръв поглед реалистични, но де факто грешни хипотези води до противоречие. Тези хипотези са, че една „физична“ теория трябва да е обективна (свойствата на наблюдаемите частици да съществуват независимо от това дали биват измервани) и локална (резултатът от измерване върху една частица да не влияе върху резултата от измерването на другата).

## Описание на парадокса
Парадоксът на Айнщайн – Подолски – Розен е следствие на някои свойства на сплетените състояния, а именно, че след измерване на състоянието на една подчаст от дадена квантова система настъпва колапс на вълновата функция на тази подсистема, както и постулира квантовата механика, но парадоксалното е в това, че „новината“ за измерването се разпространява, сякаш мигновено, до друга подчаст на същата квантова система. А тази подчаст е на крайно разстояние от другата подчаст и мигновеното разпространение на тази „новина“ привидно противоречи на специалната теория на относителността. Този ефект се нарича „нелокалност“ и е често наричан „призрачно действие на разстояние“, както и „квантова странност“.

### Измервания на сплетени състояния
Нека разглеждаме източник на двойки електрони, намиращи се в сплетено състояние. Единият е изпратен към точка A, където се е разположила наблюдателката Алиса, а другият – към точка B, където стои Боби. Според правилата на квантовата механика два електрона могат да бъдат „подготвени“ в сплетено състояние. Това състояние може да бъде разглеждано като квантова суперпозиция на двете състояния, които можем да наречем състояние I и състояние II. В състояние I спинът на електрона A е успореден на оста z (този спин можем да обозначим като спин +z), а спинът на електрон B е антипаралелен на първия („двата спина сочат в противоположни посоки“). В състояние II електрон A има спин -z, а електрон B има спин +z. Следователно на нито един от двата електрона не можем да асоциираме състояние с точно определен спин. Такова състояние се нарича синглетно и именно то е „сплетено“.
Алиса измерва проекцията на спина на изпратения към нея електрон по оста z. Възможните резултатите от нейното измерване на 2: +z или -z. Да предположим, че резултатът е +z. Според правилата на квантовата механика вълновата функция претърпява колапс в състояние I. (Различни интерпретации на квантовата механика гледат по различен начин на колапса на вълновата функция, но основният резултат е един и същ.) Квантовото състояние определя възможните изходи от дадено измерване върху системата. В случай че Алиса измери +z, както предположихме, Боби ще измери -z със 100%-ова вероятност, ако също измерва проекцията на спина по оста z. Аналогично, ако Алиса получи -z, Боби ще получи +z.
Разбира се, оста z не е някаква специална привилегирована ос. Алиса и Боби могат да измерват проекцията на спина по оста x. В квантовата механика сплетеното състояние може да бъде също така изразено като суперпозиция на спинове, сочещи по посока или обратно на оста x. Нека наречем тези състояния Ia и IIa. В състояние Ia електронът на Алиса има спин +x, а на Боби -x. В IIa електронът на Алиса има спин -x, а този на Боби +x. Както в случая с оста z, сплетеноно състояние е суперпозиция на състояния Ia и IIa. Следователно, ако Алиса получи +x, вълновата функция на системата ще колапсира в състояние Ia, т.е. ако Алиса получи +x, Боби ще получи -x, и обратно, ако Алиса получи -x, Боби ще получи +x.
В квантовата механика проекциите на спина по осите x и z са „несъвместими наблюдаеми“, което означава, че съществува съотношение на неопределеност между тях: в дадено квантово състояние двете величини не могат да бъдат едновременно точно определени. Нека предположим, че Алиса измерва проекцията на спина по оста z и получава +z, след което вълновата функция претърпява колапс и системата се оказва в състояние I. Нека сега, вместо Боби да измерва проекцията на спина по оста z, да я измерва по оста x. Следствие от квантовата механика е, че ако системата е в състояние I, Боби може да получи +x с вероятност 1/2 и -x със същата вероятност. И нищо не може да бъде казано за това какво ще получи Боби, преди самият той да извърши измерването.
Това поставя следния въпрос: как електронът на Боби „знае“ кога Алиса решава да измери спина на нейния електрон? Също така как той разбира, че Алиса получава +z? В рамките на Копенхагенската интерпретация, щом при измерване става колапс на вълновата функция, то или съществува някакво мигновено действие на разстояние, чрез което от една подчаст на квантовата система се предава информацията за колапса на друга, или електронът предварително „знае“ какво ще се случи.
В този пример беше използван спинът на електрона, но същите разсъждения са валидни за много други физични величини – които квантовата механика нарича „наблюдаеми“ – и които могат да бъдат използвани за приготвяне на сплетени състояния. В статията, в която парадоксът е представен за пръв път, авторите боравят с момент на импулса, а реално проведените експерименти са върху поляризацията на фотони, което е по-лесно за направа и измерване.

### Реализъм и пълнота
В основата на аргументацията на Айнщайн, Подолски и Розен стоят две идеи от съществено значение: (а) елемент на физическа реалност и (б) пълнота на физическата теория.
Авторите (АПР) не поставят открито въпроса за философското значение на „елемента на физическа реалност“. Те правят предположението, че ако стойността на дадена физична величина съществува обективно, независимо от всякакви измервания или други смущения, то тогава тази величина отговаря на елемент на физическа реалност. А обратното не е вярно: може да има и други начини елементи на физическа реалност да съществуват, но това няма да повлияе на разсъжденията.
След това АПР дефинират дадена физична теория като „пълна“, ако включва в себе си всички елементи на физическа реалност. Целта на статията на АПР е да се покаже, че използвайки тези дефиниции, квантовата механика не може да бъде наречена „пълна“ теория.
Нека разгледаме как тези идеи се отразяват на резултатите от мисловния експеримент. Нека Алиса да реши да измери проекцията на спина по оста z (което, за краткост, ще наричаме z-спина). Това предопределя стойността, която Боби ще получи, ако реши също да измери z-спина, т.е. z-спинът на Боби е елемент на физическа реалност, след като Алиса направи своето измерване. Аналогично, ако Алиса реши да измери x-спина, x-спинът на Боби става елемент на физическа реалност.
Както беше казано по-горе, в дадено квантово състояние, z-спинът и x-спинът не могат да бъдат едновременно определени. Ако квантовата механика е пълна физична теория в горния смисъл, то x-спинът и z-спинът не могат да бъдат едновременно елементи на физическа реалност. Това означава, че решението на Алиса – по коя ос да измери стойността на спина – има мигновен ефект върху елементите на физическата реалност при Боби, което нарушава друг принцип: локалността.

### Локалност
Принципът на локалността утвърждава, че физическите процеси, протичащи на едно място, не могат да имат незабавен ефект върху елементи на реалността в друга локализация. На пръв поглед това предположение изглежда основателно, доколкото то е следствие от Специалната теория на относителността, съгласно която информацията не може да бъде пренасяна със скорост, по-голяма от скоростта на светлината, без нарушаване на причинността. Общоприето е мнението, че всяка теория, която нарушава причинността, ще бъде наред с това вътрешно противоречива и следователно, дълбоко незадоволителна.
Оказва се, че обичайните правила за съчетаване на квантово механическото и класическо описание нарушават принципа на локалността, без да нарушават причинно-следствената връзка.

## Възможни обяснения

### Приемливите теории и експеримента

#### АПР-парадокса и квантовата теория като цяло
Квантовата механика е теория, поставяща си задачата да обясни движението на микрообекти – елементарни частици (електрони, протони и др.) – и системи със сравнително неголям брой такива частици – атоми и молекули.
Тази теория, както се потвърждава и от АПР-парадокса, се отличава от другите физически теории по следните характеристики:
1. Това не е детерминистична теория. Утвържденията на квантовата механика имат фундаментално вероятностен (статистически) характер. Другите случаи на използване на теорията на вероятностите във физиката са свързани с недостатъчната информация за дадената частица или система, но в квантовата механика се приема, че да се получи повече знание е дори теоретически невъзможно. Това е в разрез с утвърдените преди появата и утвърждаването на квантовата теория научни парадигми, указващи да се търси причина на всяко явление. Оказва се, че в квантовия свят се появяват събития, които нямат причина. Скептицизмът на Айнщайн по този въпрос се съдържа в мисълта му: „Аз не мога да повярвам, че Бог си играе на зарове.“
2. Неопределеност (индетерминираност). За разлика от класическата механика, частицата в квантовата механика не може да има определено положение в пространството или импулс (и не може да притежава и двете едновременно);
3. Неделимост (инсепарабелност): съществуват системи, чиито подсистеми не могат да се опишат поотделно;

## Математическа формулировка
Парадоксът може да се илюстрира математически чрез боравенето със спина на електрона. Спинът на електрона еволюира в двумерно хилбертово пространство, в което различните възможни състояния на спина са вектори. Операторите, асоциирани към наблюдаемите „проекции на спина по осите x, y, z“, могат да бъдат представени чрез матриците на Паули Sx, Sy, и Sz.
{\displaystyle S_{x}={\frac {\hbar }{2}}{\begin{bmatrix}0&1\\1&0\end{bmatrix}},\quad S_{y}={\frac {\hbar }{2}}{\begin{bmatrix}0&-i\\i&0\end{bmatrix}},\quad S_{z}={\frac {\hbar }{2}}{\begin{bmatrix}1&0\\0&-1\end{bmatrix}}}
където {\displaystyle \hbar } е константата на Планк, разделена на 2π.
Собствените състояния на Sz могат да бъдат представени като:
{\displaystyle \left|+z\right\rangle \leftrightarrow {\begin{bmatrix}1\\0\end{bmatrix}},\quad \left|-z\right\rangle \leftrightarrow {\begin{bmatrix}0\\1\end{bmatrix}}}
Под формата на кюбити, този запис би имал вида:
{\displaystyle |0\rangle ={\begin{bmatrix}1\\0\end{bmatrix}},\quad |1\rangle ={\begin{bmatrix}0\\1\end{bmatrix}}}
а собствените състояния на Sx са:
{\displaystyle \left|+x\right\rangle \leftrightarrow {\frac {1}{\sqrt {2}}}{\begin{bmatrix}1\\1\end{bmatrix}},\quad \left|-x\right\rangle \leftrightarrow {\frac {1}{\sqrt {2}}}{\begin{bmatrix}1\\-1\end{bmatrix}}}
или с кюбити:
{\displaystyle |+\rangle ={1 \over {\sqrt {2}}}(|0\rangle +|1\rangle )={\frac {1}{\sqrt {2}}}{\begin{bmatrix}1\\1\end{bmatrix}},\quad |-\rangle ={1 \over {\sqrt {2}}}(|0\rangle -|1\rangle )={\frac {1}{\sqrt {2}}}{\begin{bmatrix}1\\-1\end{bmatrix}}}
Хилбертовото пространство, в което еволюира двойката електрони, е {\displaystyle H\otimes H}, тензорното произведение на хилбертовите пространства на двата електрона. Сплетеното състояние на два електрона има вида:
{\displaystyle \left|\psi \right\rangle ={\frac {1}{\sqrt {2}}}{\bigg (}\left|+z\right\rangle \otimes \left|-z\right\rangle -\left|-z\right\rangle \otimes \left|+z\right\rangle {\bigg )}}
или записано с кюбити:
{\displaystyle |\psi \rangle ={\frac {1}{\sqrt {2}}}(|01\rangle -|10\rangle )}
Където членовете от дясната страна на знака равно са дефинираните малко по-горе. Това състояние често се записва:
{\displaystyle \left|\psi \right\rangle ={\frac {1}{\sqrt {2}}}{\bigg (}\left|+-\right\rangle -\left|-+\right\rangle {\bigg )}}
или с кюбити:
{\displaystyle \left|\psi \right\rangle ={\frac {1}{\sqrt {2}}}{\bigg (}\left|+-\right\rangle -\left|-+\right\rangle {\bigg )}={\frac {1}{\sqrt {2}}}{\bigg (}{1 \over {\sqrt {2}}}(|0\rangle +|1\rangle ){1 \over {\sqrt {2}}}(|0\rangle -|1\rangle )-{1 \over 2}(|0\rangle -|1\rangle )(|0\rangle +|1\rangle ){\bigg )}=}
{\displaystyle ={\frac {1}{\sqrt {2}}}({1 \over 2}(|00\rangle -|01\rangle +|10\rangle -|11\rangle )-{1 \over 2}(|00\rangle +|01\rangle -|10\rangle -|11\rangle ))={\frac {1}{\sqrt {2}}}(|10\rangle -|01\rangle )}
От горните уравнения се доказва, че сплетеното състояние има и вида:
{\displaystyle \left|\psi \right\rangle ={\frac {-1}{\sqrt {2}}}{\bigg (}\left|+x\right\rangle \otimes \left|-x\right\rangle -\left|-x\right\rangle \otimes \left|+x\right\rangle {\bigg )}}
Или с кюбити:
{\displaystyle |\psi \rangle =-{\frac {1}{\sqrt {2}}}{\bigg (}\left|+\right\rangle \otimes \left|-\right\rangle -\left|-\right\rangle \otimes \left|+\right\rangle {\bigg )}={\frac {-1}{\sqrt {2}}}(|10\rangle -|01\rangle )={\frac {1}{\sqrt {2}}}(|01\rangle -|10\rangle )}
За да покажем как от това следва нарушение на локалния реализъм, трябва да докажем, че след измерване от страна на Алиса на Sz (или на Sx), стойността, която Боби може да получи, измервайки Sz (или Sx) е предопределена от измерването от страна на Алиса, т.е. е „елемент от реалността“. Това следва от теорията за измерването в квантовата механика. След измерване на Sz се наблюдава колапс на вълновата функция (ψ) в някое от собствените състояния на Sz. Ако резултатът от измерването от страна на Алиса е +z, то веднага след измерването състоянието на системата е:
{\displaystyle \left|+z\right\rangle \otimes \left|\phi \right\rangle \quad \phi \in H}
или записано с кюбити:
{\displaystyle \left|0\right\rangle \otimes \left|\phi \right\rangle \quad \phi \in H}
За сплетеното състояние нещата стоят малко по-различно:
{\displaystyle \left|+z\right\rangle \otimes \left|-z\right\rangle .}
или с кюбити:
{\displaystyle \left|0\right\rangle \otimes \left|1\right\rangle .}
Аналогично, ако Алиса измерва -z, системата изпада в състояние:
{\displaystyle \left|-z\right\rangle \otimes \left|\phi \right\rangle \quad \phi \in H}
или с кюбити:
{\displaystyle \left|1\right\rangle \otimes \left|\phi \right\rangle \quad \phi \in H}
което означава, че новото състояние има вида:
{\displaystyle \left|-z\right\rangle \otimes \left|+z\right\rangle }
или с кюбити
{\displaystyle \left|1\right\rangle \otimes \left|0\right\rangle }
Това означава, че резултатът, който Боби може да получи, измервайки Sz, е предопределен: той ще е -z в първия случай и +z във втория.
Остава да се докаже, че Sx и Sz не могат да бъдат точно определени едновременно: това може да стане, ако например докажем, че няма общ собствен вектор за двете матрици. По по-общ начин това следва от комутационното съотношение между двете матрици:
{\displaystyle \left[S_{x},S_{z}\right]=-i\hbar S_{y}\neq 0}
или от обобщеното съотношение на Хайзенберг:
{\displaystyle \langle (\Delta S_{x})^{2}\rangle \langle (\Delta S_{z})^{2}\rangle \geq {\frac {1}{4}}\left|\langle \left[S_{x},S_{z}\right]\rangle \right|^{2}}